# Zaițiv, Vasîlkiv
Zaițiv (în ucraineană Зайців) este un sat în comuna Marhalivka din raionul Vasîlkiv, regiunea Kiev, Ucraina.

## Demografie
Componența lingvistică a localității Zaițiv
     Ucraineană (100%)
Conform recensământului din 2001, toată populația localității Zaițiv era vorbitoare de ucraineană (100%).